# Walter Simon Andrews
Walter Simon Andrews (27 avril 1847 - 26 août 1899) est un policier britannique, connu pour être l'un des trois inspecteurs (les deux autres étant Frederick Abberline et Henry Moore) envoyés par Scotland Yard dans le quartier de Whitechapel en 1888 pour aider à l'enquête sur les meurtres de Whitechapel.

## Biographie
Né à Boulge dans le Suffolk, il épouse Jane Carr le 4 août 1867. Il rejoint la police métropolitaine de Londres le 15 novembre 1869 et gravit les échelons. Il est promu sergent-détective le 18 novembre 1875 et inspecteur le 6 juillet 1878.
En décembre 1888, il escorte un prisonnier nommé Roland Gideon, alias Israel Barnet, de Londres à Toronto, où il est recherché pour crimes financiers. En Amérique du Nord, Andrews est envoyé à New York, peut-être pour retrouver Francis Tumblety (en), un charlatan notoire qui avait fui aux États-Unis après avoir violé sa libération sous caution en Angleterre pour grossière indécence. Les journaux supposent, probablement à tort, que Tumblety est un suspect dans les meurtres de Whitechapel. La police de New York, qui le surveille, déclare « qu'il n'y a aucune preuve de son implication dans les meurtres de Whitechapel, et que le crime pour lequel il est sous caution à Londres ne peut pas lui valoir d'être extradé ». Andrews rentre à Londres sans obtenir son extradition.
Andrews prend sa retraite en 1889. Le 26 août 1899, à l'âge de 52 ans, il se suicide par pendaison à  Horndean dans le Hampshire.